# Niko Matul
Niko Matul (auch Nico Matul; * 28. Februar 1928 in Ljubljana, Königreich Jugoslawien; † 16. Oktober 1988 in Ljubljana, SFR Jugoslawien) war ein jugoslawischer Filmarchitekt mit zahlreichen Aufträgen für den bundesdeutschen Film der 1960er Jahre.

## Leben
Matul erhielt gleich nach dem Ende des Zweiten Weltkriegs an der Hochschule eine architektonische Ausbildung (Abschluss: Ing. arch.) und ging anschließend zur in seiner Heimatstadt ansässigen, staatlichen Filmproduktionsfirma Triglav Film, wo man ihn als Filmarchitekt einstellte. Zum Ende der 1950er Jahre knüpfte Matul erstmals Kontakte zu einer westlichen Filmcrew (“Bomben auf Monte Carlo”), ab 1961 entwarf er regelmäßig die Filmbauten für eine Reihe von anspruchsarmen, deutschen Reise-, Sommer- und Ferienlustspielen der Stuttgarter Produktionsfirma Piran-Film und der Münchner Music House Film. Von 1965 bis 1968 kamen Aufträge für die international co-produzierten Kommissar-X-Verfilmungen hinzu. Anschließend stattete Matul wieder fast nur noch Produktionen im heimischen Jugoslawien, überwiegend im slowenischen Landesteil, seiner Heimat, aus.

## Filmografie
- 1951: Trst
- 1953: Jara gospoda (Filmrolle)
- 1957: Zwei Herzen im Schnee (Ne cakaj na maj)
- 1958: Dobro morje
- 1958: Klempo – Die Geschichte vom Segelflieger mit den großem Ohren (Klempo)
- 1959: Tri cetrtine sonca
- 1960: Bomben auf Monte Carlo
- 1960: Akcija
- 1960: Veselica
- 1961: Ti lovis
- 1961: So liebt und küßt man in Tirol
- 1961: Am Sonntag will mein Süßer mit mir segeln gehen
- 1962: Einer gegen Rom (Solo contra Roma)
- 1962: Die letzten Stunden von Pompeji (Anno 79: La distruzione di Ercolano)
- 1962: Der Kampf der Makkabäer (Il vecchio testamento)
- 1963: Apartment-Zauber
- 1963: Übermut im Salzkammergut
- 1963: … denn die Musik und die Liebe in Tirol
- 1963: Erotikon – Karussell der Leidenschaften
- 1964: Zarota
- 1965: Kommissar X – Jagd auf Unbekannt
- 1966: Kommissar X – Drei gelbe Katzen
- 1966: Kommissar X – In den Klauen des goldenen Drachen
- 1967: Kommissar X – Drei grüne Hunde
- 1967: Die drei Supermänner räumen auf (I fantastici tre supermen)
- 1968: Kommissar X – Drei blaue Panther
- 1968: Das Totenfest (Grüße an Maria) (Sedmina)
- 1969: Hier bin ich, mein Vater (Fernsehfilm)
- 1972: Verflucht, verdammt und Halleluja (E poi lo chiamarono il magnifico)
- 1973: Begunec
- 1973: Pastirci
- 1973: La rosa rossa
- 1974: Wer stirbt schon gerne unter Palmen
- 1974: Angst (Strah)
- 1975: Povest o dobrih ljudeh
- 1975: Cudoviti prah
- 1976: Paul und Paulischen (Fernsehserie)
- 1976: Bele Trave
- 1977: Das Glück an der Leine (Sreca na vrvici)
- 1977: Oh, diese Lausejungen (To so gadi)
- 1978: Frühlingsstürme (Praznovanje pomladi)
- 1979: Iskanja
- 1979: Krc
- 1982: Pustota
- 1982: Dämmerung (Suton)
- 1984: Desdiscina
- 1986: Cas bez pravljic
- 1987: Ljubezni Blanke Kolak
- 1988: Kavarna Astoria